# Александрія (Міссурі)
Александрія (англ. Alexandria) — місто (англ. city) в США, в окрузі Кларк штату Міссурі. Населення — 105 осіб (2020).

## Географія
Александрія розташована за координатами 40°21′36″ пн. ш. 91°27′34″ зх. д. / 40.36000° пн. ш. 91.45944° зх. д. (40.359887, -91.459398).  За даними Бюро перепису населення США в 2010 році місто мало площу 1,01 км², з яких 0,98 км² — суходіл та 0,04 км² — водойми.

## Демографія
Згідно з переписом 2010 року, у місті мешкало 159 осіб у 67 домогосподарствах у складі 45 родин. Густота населення становила 157 осіб/км².  Було 77 помешкань (76/км²).
Расовий склад населення:
| - 96,9 % — білих - 0,6 % — чорних або афроамериканців |

До двох чи більше рас належало 2,5 %. Частка іспаномовних становила 0,0 % від усіх жителів.
За віковим діапазоном населення розподілялося таким чином: 24,5 % — особи молодші 18 років, 63,6 % — особи у віці 18—64 років, 11,9 % — особи у віці 65 років та старші. Медіана віку мешканця становила 41,5 року. На 100 осіб жіночої статі у місті припадало 117,8 чоловіків;  на 100 жінок у віці від 18 років та старших — 122,2 чоловіків також старших 18 років.
За межею бідності перебувало 20,4 % осіб, у тому числі 33,3 % дітей у віці до 18 років та 0,0 % осіб у віці 65 років та старших.
Цивільне працевлаштоване населення становило 51 осіб. Основні галузі зайнятості: освіта, охорона здоров'я та соціальна допомога — 35,3 %, роздрібна торгівля — 23,5 %, транспорт — 19,6 %.